# Donji Potočari

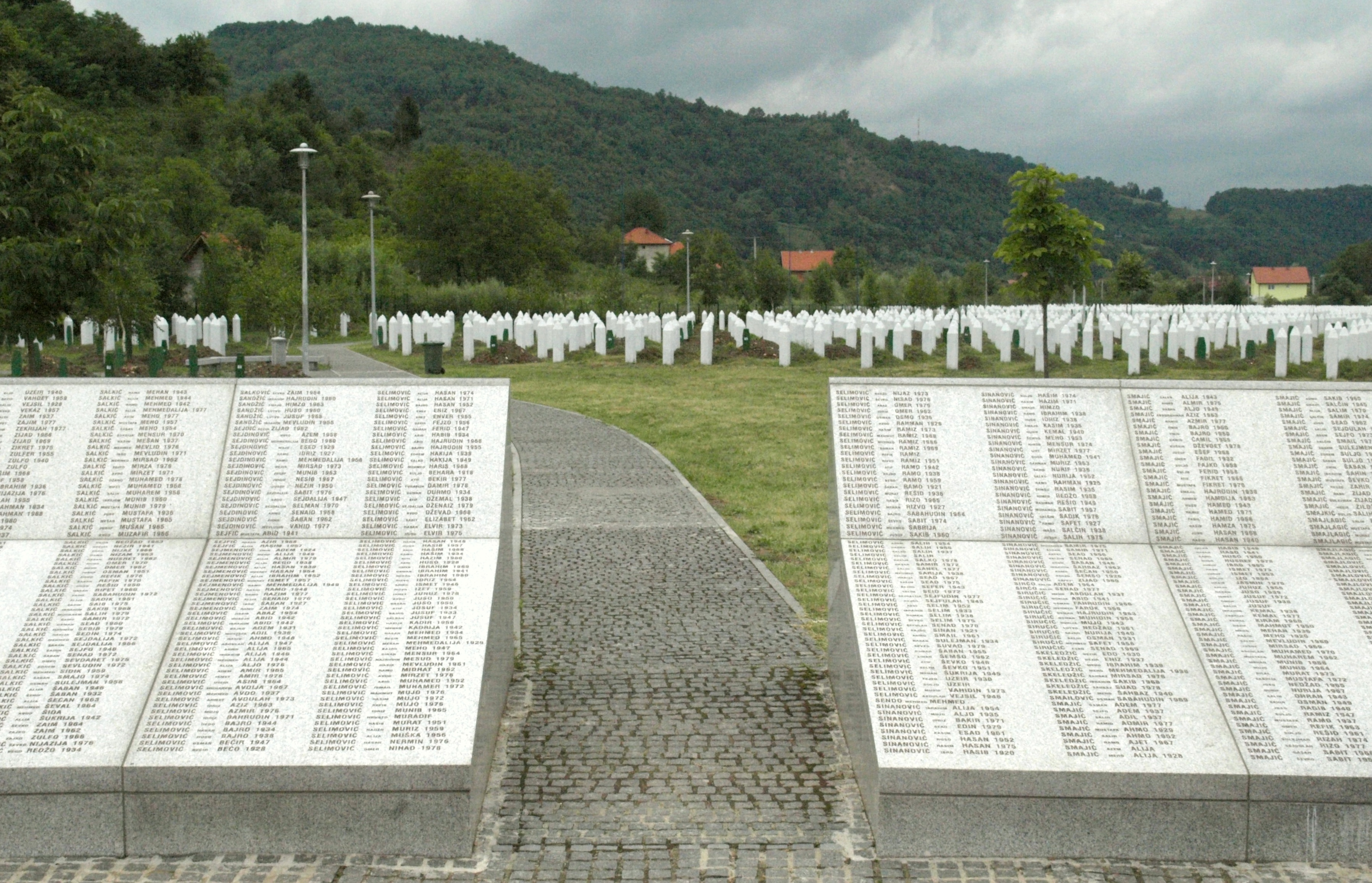
Cmentarz ofiar masakry w Srebrenicy

Donji Potočari (cyr. Доњи Поточари) – wieś w Bośni i Hercegowinie, w Republice Serbskiej, w gminie Srebrenica. Leży około 5 kilometrów na północ od Srebrenicy. W 2013 roku liczyła 673 mieszkańców.
W 1991 przed rozpoczęciem wojny w Bośni i Hercegowinie Potočari liczyły 4338 mieszkańców, z czego 93% stanowili Bośniacy. W czasie wojny wieś należała do enklawy Srebrenicy. Od 1995 roku ulokował się tutaj holenderski batalion sił ONZ. Po zajęciu enklawy przez wojska serbskie pod dowództwem Ratko Mladicia Potočari stały się jednym z miejsc masowych egzekucji na bośniackich Muzułmanach ze Srebrenicy i okolic.
Obecnie znajduje się tutaj największy z cmentarzy ofiar ludobójstwa w Srebrenicy.